# Dinotren
Dinotren (Dinosaur Train originalmente en inglés) es una serie infantil animada en CGI, creada por Craig Bartlett y Douglas Hansen, producida por The Jim Henson Company, Big Bang Digital Studios y Sparky Animation. Se emitió por primera vez en 2009 y se emitió el último episodio completo en 2020, en PBS Kids.
Dinotren tiene un sólido contenido educativo centrado en los conceptos básicos de la paleozoología, pero también mucho humor y diversión. Aunque el elenco principal está formado por caricaturas animadas con estética psicodélica y temática steampunk, el programa hace todo lo posible para evitar las falsas interpretaciones de los dinosaurios, ganando un gran seguimiento de culto entre los estudiantes de las ciencias históricas. El programa emitió cinco temporadas de 100 episodios en un lapso de 11 años. También tiene varios especiales de televisión, pero en realidad son solo varios episodios unidos para formar un especial de una hora. También obtuvo el largometraje animado Dinosaur Train: Adventure Island, que se estrenó en PBS el 12 de abril de 2021.

## Sinopsis

### Serie
La serie comienza cuando el huevo de un pequeño tiranosaurio llamado Buddy (Bruno en Hispanoamérica) es adoptado por el Sr. y la Sra. Pteranodon, conducido a su nido para ser criado junto a sus nuevos hermanos: Tiny (Tina), Shiny (Linda) y Don. Buddy y su nueva familia tienen un apetito insaciable por aprender todo sobre los diferentes tipos de dinosaurios. Para ello, se suben al maravilloso Dinotren que les permite viajar y explorar el mundo de estas magníficas criaturas. Partiendo de la estación de los Pteranodones, y viajando por la era mesozoica (dividida en los períodos Triásico, Jurásico y Cretácico), el Dinotren es un colorido transporte que viaja a través del tiempo, mientras el revisor, el Señor Trodonte facilita datos fascinantes sobre especies o acontecimientos prehistóricos y geológicos a todos los pasajeros.

## Personajes

### Buddy (Bruno en Latinoamérica)
Buddy, un curioso, divertido e inteligente Tyrannosaurus rex  es el protagonista. Es cauto, pero siempre listo para saltar a la acción y empezar a hacer preguntas. Mientras va en el Dinotren, Buddy plantea una hipótesis y comienza a buscar las respuestas a sus preguntas con la ayuda de su mamá, el señor Trodonte y los nuevos dinosaurios que conoce en el tren. Cuando Buddy no está disfrutando de emocionantes viajes en el Dinotren, está jugando con sus hermanos, Don, Tiny y Shiny y esperando con ilusión su próxima aventura. Es miembro del club de los Terópodos y del club de los Pterosaurios voladores.

### Tiny (Tina en Latinoamérica)
Tiny, a quien le encanta crear rimas, es una pteranodonte bastante lista y muy valiente. Tiny se acerca a cada dinosaurio que conoce con la intención de hacer un saber más sobre cada uno. Es tan valiente que en algunas ocasiones va demasiado lejos, pero Buddy siempre está ahí para ayudarla a regresar por el camino correcto. Y en recompensa, Tiny siente un gran afecto por su hermano. Tiny tiene dos hermanos más: Don y Shiny. Es miembro del club de los terópodos y del club de los pterosaurios, junto a Buddy, Shiny, Petey y Quincy.

### Don
Don es un pequeño, divertido y dulce pteranodon. Aunque tiende una a veces es un poco lento es firme como una roca y se enfoca mucho en sus tareas. Don es muy leal a todos sus hermanos y siempre espera amablemente su turno. Una vez que está convencido de algo, Don se lanza con entusiasmo a todos los retos. Don tiene una colección infinita que siempre va creciendo, entre ellos el cascarón de los huevos cuando nacieron, un diente de T. rex, un diamante, etc. 

### Shiny (Linda en Latinoamérica)
Shiny es una pteranodon más "femenina" que Tiny y está muy orgullosa de su apariencia brillante, pero puede ser un poco tímida en ocasiones. Shiny es sociable con sus hermanos y suele actuar como si ella fuera la más inteligente de todos. Puede ser un poco presumida, pero le encanta jugar con sus hermanos. Shiny siempre irradia felicidad en casa compartiendo con su papá y su hermano Don, mientras su mamá, Buddy y Tiny viajan en el Dinotren.

### Señor troodonte
El revisor es un Troodon y un amigo especial de Buddy y su familia. Es uno de los héroes de Buddy porque es el revisor de uno de los trenes más asombrosos de todos, ¡El Dinotren! El señor Troodonte es muy inteligente y explica datos fascinantes sobre dinosaurios, los lugares que visitan y hasta cómo funciona el Dinotren.

### Señora Pteranodonte
Ella es una maestra, compañera y extraordinaria guía turística. Pero, primero que nada, es la mamá de Buddy, Tiny, Don y Shiny. Siempre está presente para escuchar las preguntas de Buddy sobre su acogimiento en la familia Pteranodonte. A Señora Pteranodonte le encanta buscar nuevas maneras para que sus pequeños exploren el mundo que los rodea.

### Señor Pteranodonte
El señor Pteranodonte enfoca la paternidad como un entrenador de un equipo. Intenta que sus hijos trabajen juntos para conseguir sus objetivos y es muy divertido. También le gusta animar a los niños a todo tipo de aventuras.

### Laura
Laura es una Giganotosaurus, que a menudo se encuentra en el vagón de observación del Dinotren. Laura es muy buena amiga de Buddy y su familia, le encanta observar pájaros y al igual que el Conductor, les da datos fascinantes a Buddy sobre nuevas criaturas.

### Annie
Annie es una inteligente y ruda Tyrannosaurus que cuando es visitada por Buddy y su familia, o ella y sus padres los visitan, juega con Buddy y los otros, a menudo se divierten mucho, mientras su mamá y los Sres. Pteranodontes conversan. Ella y Buddy cuando se conocieron no paraban de hablar de sus características. 

### Tank
Tank es un niño Triceratops muy divertido que a menudo se atasca con su inmenso volante óseo. El y su mamá viven en la Gran Laguna que queda muy cerca de la Terraza Pteranodonte.

### Señora Trodonte
Ella es la mamá del Sr. Trodonte, también se encuentra con él en el Dinotren, es amiga de la familia de Buddy. Es muy divertida y entusiasta y le enseña a Don un juego llamado "ve a pescar".

### Valerie
Valerie es una joven y bella velociraptor. Vive con su madre en un desierto del Cretácico y es amiga de Buddy y Tiny. Se conocen cuando Buddy busca el origen de una pluma misteriosa. Vive con su mamá Velma y su papá Vincent. En "La Muñequita de Tiny" nacen sus hermanos.

### Ned
Ned es un joven Brachiosaurus y al igual que Gilbert, es un "minicobrador" en el Dinotren. Él es quien ayuda a Buddy y Tiny a cumplir sus tareas como nuevos minicobradores en el episodio "NED EL BRAQUIOSAURIO". Ned es muy gracioso y cuando se desplaza de un lado a otro del Dinotren usualmente va agachado mientras el vagón se tambalea de lado a lado mientras camina. Es muy amigo de Tiny y Buddy.

### Keenan
Keenan es el matón de la Gran Laguna. Él es un rudo e insoportable Chirostenotes, poco amigable y egoísta. Tank Triceratops, junto a Buddy, Tiny y Don, asustan a Keenan cuando este discutía con Shiny, causando que este salga corriendo intimidado por el tamaño del volante de Tank.

### Gilbert
Gilbert es el sobrino del Señor Troodonte, que en ocasiones acompaña a la familia Pteranodonte cuando viajan y también es un minicobrador del Dinotren. Está enamorado de Shiny.

### Petey
Petey es un Peteinosaurus que vive con su madre en el Triásico. Es capaz de hacer vuelos rápidos y complejos. Acompaña a Buddy y Tiny cuando van a visitar a una Archaeopteryx, y en  "JAMBOREE DE LOS MINICOBRADORES" se revela que es uno de ellos. Es miembro del Club de los Pterosaurios voladores.

### Ángela
Ángela es una Avisaurus que es amiga de Buddy, Tiny y Laura Giganotosaurus. Forma parte del Club de los Terópodos conformado por Alvin Allosaurus, Laura, Buddy, Derek Deinonychus y Tiny como secretaria.

### Derek
Derek Es un Deinonychus que es amigo de Buddy y forma parte del club de los Terópodos. Le gusta elaborar esculturas de madera con su uña terrible.

### Alvin y Morris
Alvin es un Allosaurus y Morris un Stegosaurus. Alvin pertenece al Club Terópodo y Morris se caracteriza por sus placas y pinchos del rabo. Aunque son amigos de Tiny y Buddy, pasan todo el día discutiendo.

### King
Un Cryolophosaurus que vive en la Antártida, le fascinan los trenes y cantar. Montó un concierto para el día del dinotren. En el mismo episodio donde apareció dijo que se haría miembro del Club de los Terópodos.

### Leroy y Lily
Son dos Lambeosaurus que viven con sus padres en la Gran Laguna convirtiéndose en vecinos de la familia pteranodonte. Leroy es tan listo como Buddy y son grandes amigos.

### Hank y Euginie
Hank es un fantástico jugador de Dinobalón y es un Ankylosaurus. Euginie es un Euoplocephalus que también es un experto jugador y vive en la gran laguna.

### Spikey
Un Stygimoloch amigo de Buddy y Tiny, muy orgulloso de su gran cabeza con púas, con la que puede asustar incluso a una manada de Triceratops. En el JAMBOREE DE LOS REVISORES INFANTILES se reveló que Spikey también es uno, al igual que Buddy, Tiny, Gilbert, Shiny, Don, Ned, Leslie y Petey.

### Leslie
Una pequeña Lesothosaurus que vive con su mamá a principios del período jurásico. Es muy tímida y desconfía de otros dinosaurios. Se camufla para no ser vista. Tiny le muestra como hace para conocer a otros dinosaurios, enseñándole algunos dinosaurios grandes que esperan en la parada y bailando con un Spinosaurus.

### Oren y Ollie (los gemelos)
Son dos hermanos Ornithomimus que están corriendo durante todo el día y son amigos de la familia pteranodonte.

### Howard
Es la libélula de Don, la adopta en el episodio LA LIBÉLULA DE DON y se la enseña a Lily Lambeosaurus en LA COLECCIÓN DE DON.

### Cory & Perry
Cory la Corythosaurus y Perry el Parasaurolophus son dos amigos de Buddy y sus hermanos y están orgullosos de ser hadrosaurios. Les encanta hacer sonidos con su cresta.

### Arnie
Es un enorme Argentinosaurus y un gran amigo de Buddy y Tiny. Le gustaría ser un poco más pequeño.

### Mickey
Es un Microraptor. Buddy y Tiny lo buscan para ayudar a Don a recuperar su diente de tiranosaurio. Al principio, Tiny lo odiaba por ser más pequeño que ella, pero después de salvar el Dinotren se hacen amigos.

### El viejo espinosaurio
Es un Spinosaurus. Es un poco cascarrabias y está obsesionado con atrapar a Chester, un gran Mawsonia. Enseña a Buddy a pescar.

### Rick
Es un Oryctodromeus. Habita con toda su manada en el Gran Estanque. Buddy y su familia acuden a él para ver una exhibición acrobática. Enseña a Don a cavar.

### Arlene
Es una Archaeopteryx. Es muy vieja y enseña a Buddy, Tiny y Petey que no todos los pájaros pueden volar. Le gusta cantar.

### Travis
Es un Troodon del Norte. Buddy y su familia le visitan en el Polo Norte. Le gusta jugar al hockey y hacer dinosaurios de nieve. Puede oler cuando va a nevar.

### Chester
Es un enigmático pez que habita en el mar brumoso. Todo lo que se sabe de él es que es enorme y que el Viejo Espinosaurio está obsesionado con atraparlo.

### Henry
Es un cangrejo ermitaño. Se hace amigo de Shiny mientras busca una nueva concha y Shiny y los demás le ayudan.

### Patricia
Es una Palaeobatrachus. Conoce a Buddy y su familia mientras están de acampada, y luego aparece en otros episodios.

### Ernie
Es un Einiosaurus. Conoce a Buddy y a Tiny cuando va de pícnic. Les enseña lo que son las manadas.

### Jess
Es un Hesperornis. Es un gran amigo de Don y les enseña a Buddy y a su familia cosas sobre su especie. Don le admira.

### Adam y Colin
Adam es un Adocus y Colin es una Proganochelys. Mientras que Adam vive en el Cretácico y puede esconder su cuerpo en el caparazón, Colin vive en el Triásico y no se puede meter. Colin compensa esto último con pinchos en su cola y cuello.

### Erma
Es una Eoraptor. Vive a comienzos del Triásico. Al principio no conocía a otros dinosaurios que no fueran su familia de Eoraptores. Buddy y Tiny la llevaron en el Dinotren hasta Villatroodon y se quedó encantada con los dinosaurios que conocía. Está enamorada del Revisor.

### Martín
Es un Amargasaurus. Buddy, Tiny, Shiny, Don y Gilbert lo conocieron mientras daban la vuelta al mundo en el Dinotren. Martín les enseña cosas sobre su cresta. Tiene un acento argentino. Curiosamente, el Amargasaurus se encontró en Argentina.

### Chung
Es un Confuciusornis. Es muy buen amigo del revisor y es sabio y calmado. Enseña a Buddy y los demás a meditar.

### Ziggy
Es un Zhejiangopterus. Es un amigo de Valerie y Velma y le entrega la muñeca de Tiny a Laura. Ésta se la da al Revisor y este se la da a Tiny. Es el único personaje con quién no han interactuado directamente Buddy y Tiny.

### Iggy
Es un Iguanodon. Les enseña a Buddy y a los demás que se puede andar a dos o a cuatro patas y le encanta tener los pulgares con garras. Tiene un acento inglés. Curiosamente, el Iguanodon se descubrió por primera vez en Inglaterra.

### Kenny
Es un Kentrosaurus. Le gusta tocar con su cola como si fuera un tambor. Sigue un ritmo muy particular.

### Teri
Es un Therizinosaurus. Les enseña a Buddy, a Tiny y a Don algunas técnicas de autodefensa. También hace combates a veces, pero su especie es tan lenta que más que un combate parece un baile. Tiny le enseña a usar sus garras como si fueran brochetas.

### Tuck
Es un Triceratops y el hermano pequeño de Tank. Al principio, a Tank no le gustaba porque acaparaba toda la atención, pero luego empezó a caerle bien.

### Quinsy
Es un Quetzalcoatlus. Su padre es el Rey con alas, que tiene el mismo apodo que el señor Pteranodon. Al principio, a Shiny no le gustaba pero luego empezó a gustarle. Acompañó a Tiny, a Shiny y a Buddy a ver a Petey en otro episodio. Es un miembro del Club de los Pterosaurios voladores.

### Bucky
Es un Masiakasaurus. Buddy, Tiny, Don y el señor Pteranodon lo conocen mientras intentan averiguar a qué dinosaurio pertenece uno de los dientes de la colección del Señor Pteranodon. Les enseña cosas sobre sus desproporcionados dientes.

### Cindy
Es una Cimolestes. Se muda al lugarcito de Tiny cuando Larry Lambeosaurio se come el árbol donde vivía antes. Al principio, a Tiny no le gustaba pero luego ella, Shiny y Buddy la ayudaron a encontrar un nido.

### Daphne
Es una Daspletosaurus. A diferencia de otros Daspletosaurios de la serie, ella vive con su padre en el barrio de los Pteranodones. Le gusta mucho bailar pisando fuerte. Ayuda a Tiny y a Buddy a buscar la concha favorita de Shiny, pero moralmente.

### Stacie
Es una Styracosaurus. Es una amiga de Tank. Buddy y sus hermanos la visitan a tiempo para ver la "Cornucopia", una celebración en la que los estiracosaurios adolescentes enseñan sus nuevos cuernos.

### Mickey y Misel
Son dos Maiasaura. Conocen a Buddy, Tiny, Shiny y Don cuando van a visitar el Gran Estanque. Al principio, su madre era demasiado protectora, impidiendo que hicieran muchas cosas, pero al final decidió acceder a que hicieran esas mismas cosas.

### Elmer
Es un Elasmosaurus. Ha viajado en el Dinotren por todos los océanos y le enseña a Buddy lo divertido que es el mundo subacuático.

### Carla
Es un Cretoxyrhina. Antes de conocerla, a Buddy, Tiny, Shiny y Don les daba miedo, pero luego les empezó a caer bien. Es muy pícara y le encanta jugar. Enseña a Buddy y sus hermanos a jugar a un juego llamado "A ver si me pillas". Su padre es muy temido en todo el océano.

### Mix y Max
Son dos Michelinoceras. Son dos hermanos, pero Mix tiene el cuerpo rosa y Max verde. Normalmente se lían con los tentáculos cuando se abrazan. Hacen espectáculos con sus tentáculos. Viven en el Triásico. Les enseñan cosas sobre su forma de nadar a Buddy, Tiny, Shiny y Don.

### Alan
Es un Alamosaurus. No se sabe mucho de él, solo que vive en el Gran Estanque.

### Paulie
Es un Pliosaurus. Cuando fueron a visitarle Buddy, Tiny, Shiny y Don, les tuvo dando vueltas solo para hablar con ella. Es muy amigo de Buddy. Le gustaría ver la Tierra. Le puso a Buddy el apodo de "Pliosaurio de la tierra", ya que él le puso el apodo del "Tiranosaurio del océano".

### Percy
Es un Paramacellodus, un tipo de lagarto. Conoce a Buddy, Tiny, Shiny y Elmer cuando los pteranodones le van a enseñar al elasmosaurio el desierto.

### Crystal
Ella, como King, es una Cryolophosaurus. No se sabe mucho más sobre ella, pero al parecer está enamorada de King. Recientemente, se ha descubierto que ella vive en el Cretácico en vez de vivir en el Jurásico

## Transmisión

### Estados Unidos
PBS Kids 2009-

### Latinoamérica
- Discovery Kids

### Canadá
- CBC 2010-2020
- Teleniños
- TVOKids 2009-2021

### Europa
- 20th Century Studios Channel (2010-2020) Ahora Clifford, el gran perro rojo
- Canal Panda (2012-2020) Clan TVE RTVE SX3 Club Super 3